# Charles Greeley Abbot
Charles Greeley Abbot   (Wilton, 31 de maig de 1872 - Riverdale Park, 17 de desembre de 1973) va ser un astrònom nord-americà, nascut en Wilton, Nou Hampshire.

## Vida i Obra
Abbot va ser graduat de l'Acadèmia Phillips en 1891, del MIT en 1894, amb especialització en fisicoquímica. Cap a 1895 Samuel Pierpont Langley buscava un assistent per a l'Observatori Astrofísic Smithsonià (SAO per les seves sigles en anglès), i va contractar a Abbot per les seves destreses per al treball de laboratori, malgrat la seva falta d'experiència en astronomia.
Durant aquest període Langley es va enfocar en experiments d'aeronàutica, mentre Abbot era designat com a director del SAO, càrrec que va adoptar formalment quan Langley va morir en 1906.
Abbot, reconeixent que la constant solar estava mal aproximada, va proposar un valor més exacte de: 1,93 calç/cm²/min (el valor modern està mesurat en watts per metre quadrat).
En 1918, Abbot es va convertir en Assistent Secretari del Smithsonian, i després va succeir a Walcott com a Secretari General en 1928, temps en els quals guio la institució a través dels turbulents anys de la Gran Depressió i la Segona Guerra Mundial.
Sent responsable de les observacions solars, Abbot va dissenyar i va construir aparells per mesurar la radiació solar, incloent un bolómetro millorat, amb el qual va poder mesurar la corona interior del sol, durant l'eclipsi solar del 28 de maig de 1900 en Wadesboro, Carolina del Nord.
Abbot es va retirar de tots dos llocs: director de SAO i Secretari del Smithsonian en 1944, sent el primer secretari del Smithsonian que no moria en el càrrec. Va delegar les seves facultats al seu assistent secretari Alexander Wetmore, qui el va succeir en el càrrec.
Va morir per causes naturals.

## Obres
- "El Sol" (1929).
- "La Terra i els estels" (1925).
- "Grans invents" (1925).

## Reconeixements
L'any 1973, es va decidir en el seu honor nomenar «Abbot» a un cràter d'impacte lunar.